# Круглова Олена Євгенівна
Олена Євгенівна Круглова (22 березня 1962) — радянська плавчиня, олімпійська медалістка.

## Виступи на Олімпіадах
| Олімпіада   | Дисципліна                      | Місце     |
| ----------- | ------------------------------- | --------- |
| Москва 1980 | плавання на 100 метрів на спині | 2 h1 r1/2 |
| Москва 1980 | плавання на 200 метрів на спині | 5 h3 r1/2 |
| Москва 1980 | комплексна естафета 4 × 100     | 3         |